# Acromyrmex
Acromyrmex – rodzaj owadów należących do rodziny mrówkowatych, sklasyfikowany przez Gustava Mayra w roku 1865.

## Gatunki
- Acromyrmex ambiguus (Emery, 1888)
- Acromyrmex aspersus (Smith, 1858)
- Acromyrmex balzani (Emery, 1890)
- Acromyrmex biscutatus (Fabricius, 1775)
- Acromyrmex coronatus (Fabricius, 1804)
- Acromyrmex crassispinus (Forel, 1909)
- Acromyrmex disciger (Mayr, 1887)
- Acromyrmex evenkul (Bolton, 1995)
- Acromyrmex fracticornis (Forel, 1909)
- Acromyrmex heyeri (Forel, 1899)
- Acromyrmex hispidus (Santschi, 1925)
- Acromyrmex hystrix (Latreille, 1802)
- Acromyrmex landolti (Forel, 1885)
- Acromyrmex laticeps (Emery, 1905)
- Acromyrmex lobicornis (Emery, 1888)
- Acromyrmex lundii (Guerin-Meneville, 1838)
- Acromyrmex niger (Smith, 1858)
- Acromyrmex nobilis (Santschi, 1939)
- Acromyrmex octospinosus (Reich, 1793)
- Acromyrmex pulvereus (Santschi, 1919)
- Acromyrmex rugosus (Smith, 1858)
- Acromyrmex silvestrii (Emery, 1905)
- Acromyrmex striatus (Roger, 1863)
- Acromyrmex subterraneus (Forel, 1893)
- Acromyrmex versicolor (Pergande, 1894)